# Reino de Italia (1861-1946)
El Reino de Italia (en italiano: 𝙍𝙚𝙜𝙣𝙤 𝘿'𝙄𝙩𝙖𝙡𝙞𝙖) fue el nombre asumido el 17 de marzo de 1861 por el Estado surgido tras la unificación nacional italiana, proceso histórico que comenzó en 1848, y fue liderada por Víctor Manuel II, quien se coronó rey de Italia en 1861. La creación del Reino de Italia fue el resultado de los esfuerzos concertados de los nacionalistas italianos y monárquicos leales a la Casa de Saboya, reinante hasta ese momento en el Estado predecesor al Reino de Italia, el Reino de Cerdeña, para establecer un reino unido que abarcara toda la península italiana.
Desde 1922 hasta 1943 se denomina Italia fascista, que es la época del gobierno del Partido Nacional Fascista con Benito Mussolini como jefe de Gobierno. Precisamente su participación en la Segunda Guerra Mundial llevó a su desaparición tras celebrarse un referéndum en 1946 en el que el sistema republicano salió ganador con respecto al monárquico debido al descontento civil y al desprestigio de este durante la guerra.[cita requerida] Finalmente, el 2 de junio de 1946, se proclamó la República Italiana, forma de Estado de Italia hoy día.
Bajo la soberanía del Reino de Italia se constituyó un imperio colonial que comprendía amplios dominios en África oriental, en Libia y el Mediterráneo, así como Tianjin, en China (en este último caso de manera compartida con otras naciones europeas y con los Estados Unidos y Japón).

## Historia

### Unificación italiana y formación del Reino de Italia

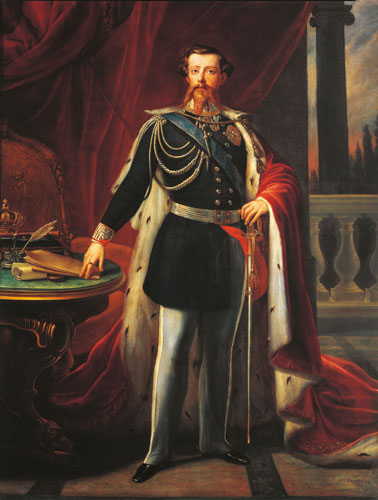
Víctor Manuel II, primer rey

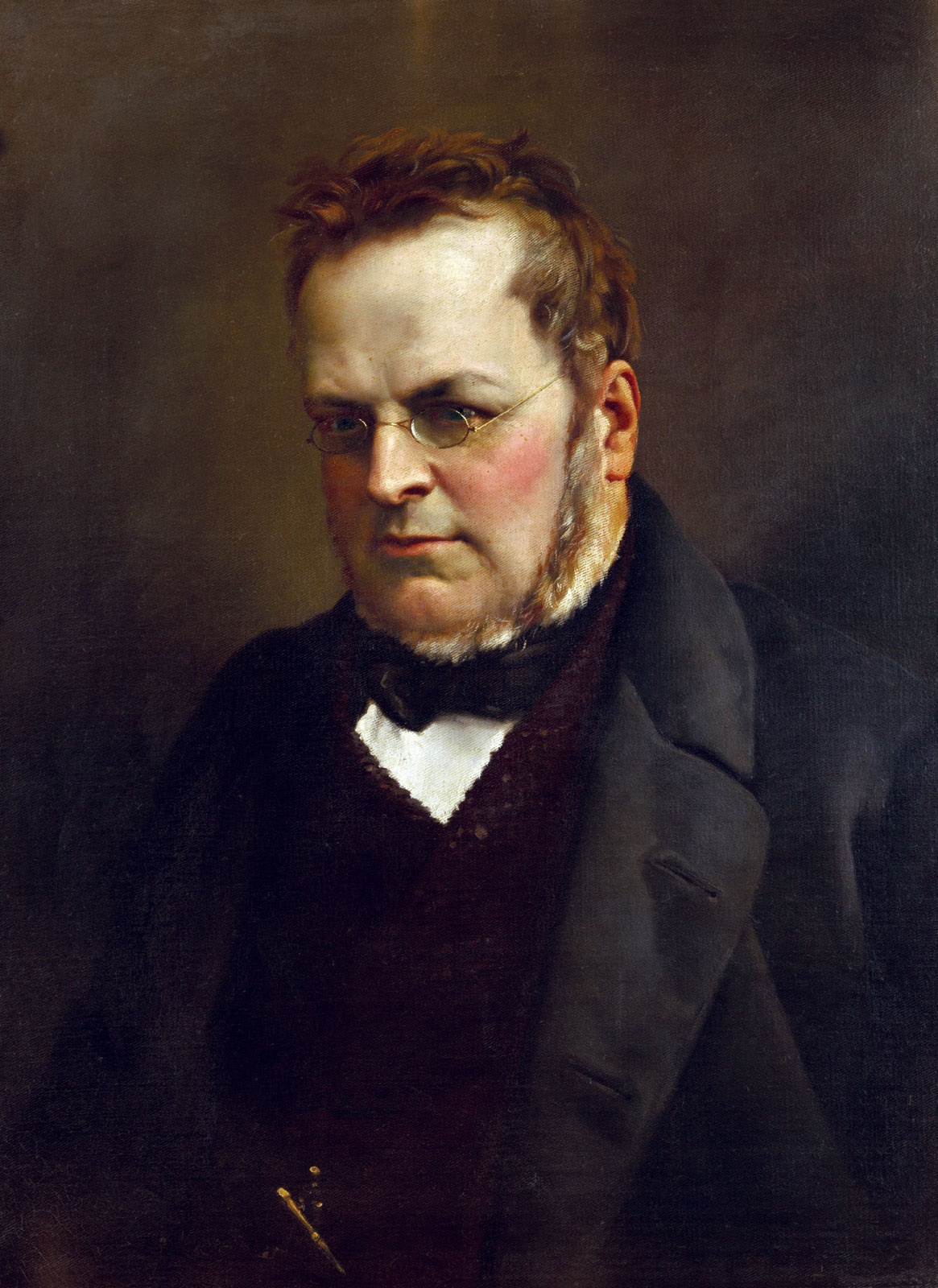
Camillo Benso

Tras las Revoluciones de 1848, el líder aparente del movimiento de unificación italiano era el revolucionario italiano Giuseppe Garibaldi, que era popular entre los italianos del sur y era famoso en todo el mundo por sus seguidores extremadamente leales. Garibaldi lideró los intentos republicanos de unificación en el sur de Italia, pero la monarquía del norte de Italia de la Casa de Saboya en el Reino de Cerdeña, cuyo gobierno era liderado por Camillo Benso, conde de Cavour, también tenía ambiciones de establecer un Estado italiano unido, si bien el reino no tenía conexión física con los territorios papales de Roma (ciudad vista por todos como la capital natural de Italia, pero que todavía era capital de los Estados Pontificios).

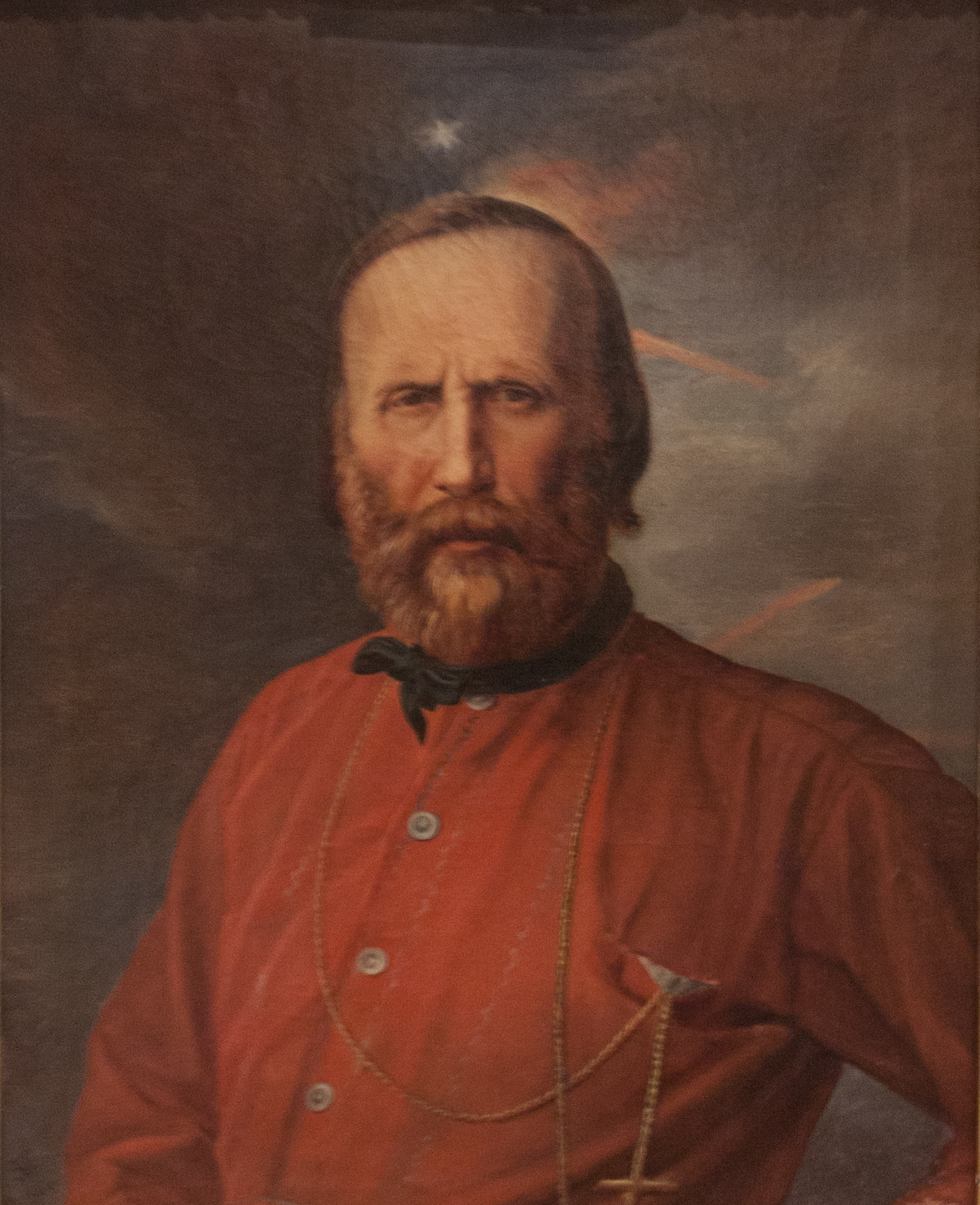
Giuseppe Garibaldi

En 1849 se frustró un proyecto de confederación entre los distintos Estados de la península itálica (proyecto que apoyaban muchas personalidades prominentes en la política italiana de la época, desde el piamontés Massimo D'Azeglio hasta el toscano Bettino Ricasoli o el federalista lombardo Carlo Cattaneo), por el retiro del apoyo de, primero, las tropas pontificias, y después las tropas borbónicas, al entonces rey Carlos Alberto en la Primera Guerra de la Independencia Italiana.
El presidente del Consejo de Ministros del Reino de Cerdeña, Cavour, en reconocimiento de la necesidad del Estado que presidía de establecer alianzas que ayudaran a aumentar las posibilidades de que se produjera la unificación italiana (como alianzas con el Reino Unido y con Francia, por las cuales el Reino de Cerdeña participó en la Guerra de Crimea), preveía en su proyecto, discutido con Napoleón III en Plombières-les-Bains en 1858, cuatro Estados distintos para la península: un "Reino de la Alta Italia" que comprendiera todo el norte de Italia (desde el Piamonte hasta el río Isonzo, más la Romaña pontificia) bajo el dominio saboyano; un "Reino del Centro" compuesto por los territorios restantes de los Estados Pontificios (excepto Roma) y bajo influencia francesa; el "Territorio de Roma" (compuesto por la ciudad homónima y sus alrededores) cuyo jefe fuera el Papa; y el Reino de las Dos Sicilias, al frente del cual Napoleón III deseaba colocar a Luciano Murat, hijo de Joaquín Murat. Esto se desprende de la carta que Cavour escribió desde Baden-Baden el 24 de julio de 1858 al entonces rey de Cerdeña Víctor Manuel II.
El acuerdo verbal de Plombières preveía para la realización de dicho proyecto político una guerra común por parte de Francia y del Reino de Cerdeña contra el Imperio austríaco. Sin embargo, una vez comenzada la Segunda Guerra de la Independencia Italiana el proyecto naufragó a causa de la decisión unilateral de Napoleón III de retirarse del conflicto (por medio del armisticio de Villafranca), permitiendo así al Reino de Cerdeña tomar únicamente Lombardía y no todo el Reino lombardo-véneto como se había acordado.
En el año siguiente el proyecto de una Italia federal fracasó a causa tanto de la oposición de Saboya, como de la de Garibaldi, la de los mazzinianos y también la del rey Francisco II de las Dos Sicilias, que en 1859 había rechazado una propuesta de alianza del Reino de Cerdeña para llevar a cabo un ataque común a los Estados Pontificios, dado que no quería adquirir territorios pertenecientes al Papa.

Proceso de la Unificación italiana.

El período del reinado de Víctor Manuel II de Saboya que va desde 1859 hasta 1861 también se denomina como "período del rey electo". De hecho, en 1860, el Ducado de Parma, el Ducado de Módena y el Gran Ducado de Toscana, votaron en plebiscito a favor de la unión con el Reino de Cerdeña. En este mismo año fue anexionado también el Reino de las Dos Sicilias (a través de la Expedición de los Mil), que fue incluido por Garibaldi y Cavour en la unión con el Reino de Piamonte-Cerdeña. Cavour, desafiando los esfuerzos republicanos de unificación de Garibaldi, organizó revueltas populares en los Estados Pontificios, usando posteriormente, ese mismo año, esas revueltas como pretexto para invadir dichos Estados, invasión que permitió la anexión al reino de la Romaña, las Marcas y Umbría, además de las ciudades de Benevento y Pontecorvo (exclaves papales en el territorio de las Dos Sicilias), destruyendo virtualmente a los Estados Pontificios, dado que solo una pequeña porción de dichos Estados, la que comprendía Roma y sus alrededores, permaneció bajo el control del Papa Pío IX. Todos los territorios anexionados militarmente se incorporaron oficialmente al reino a través de plebiscitos.

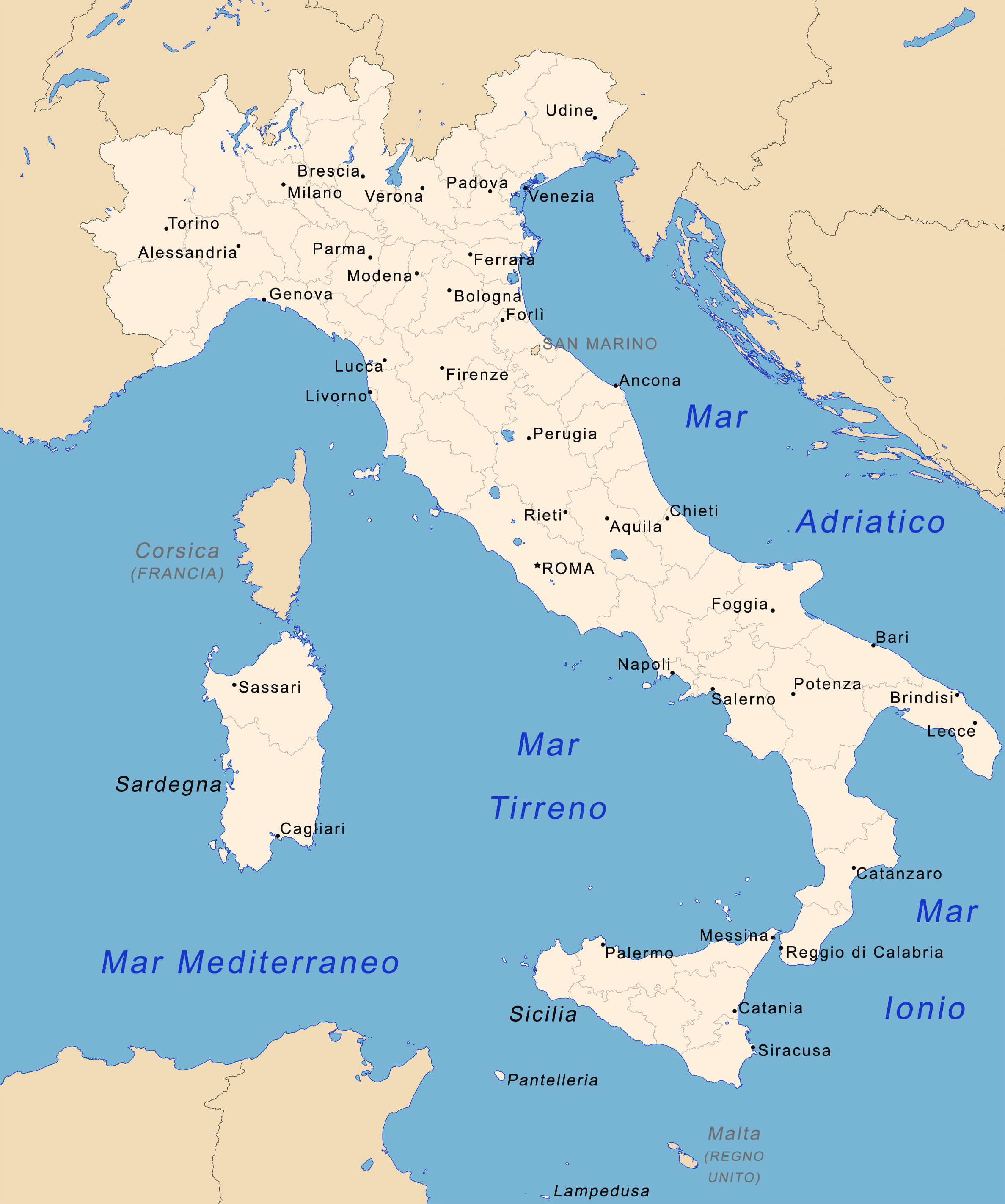
Reino de Italia en enero de 1871.

Consecuentemente, el Parlamento declaró la creación del Reino de Italia (que comprendía el Reino de Cerdeña y todos los territorios, tanto en el norte como en el sur de Italia, que había anexionado) el 18 de febrero de 1861, y el 21 de febrero aprobó un proyecto de ley por el cual Víctor Manuel II asumió el título de Rey de Italia para sí y para sus sucesores, aunque no modificó su número. Desde el punto de vista institucional y jurídico asumió la estructura y las leyes del Reino de Cerdeña (que era de iure una monarquía constitucional regida según el Estatuto albertino de 1848), así pues, la ley n.º 4671 del 17 de marzo de 1861 (que era formalmente una ley del Reino de Cerdeña) sancionó la asunción por parte del monarca saboyano del título de rey. El rey nombraba al gobierno, que era responsable frente al soberano y no frente al Parlamento; por otra parte el rey mantenía prerrogativas en política exterior y, por costumbre, elegía a los ministros militares (de Guerra y Marina).
En 1866, Otto von Bismarck, ministro-presidente de Prusia, ofreció a Víctor Manuel II una alianza con el Reino de Prusia en la guerra austro-prusiana. A cambio Prusia permitiría a Italia anexionar el Véneto, entonces controlado por el Imperio austríaco. El rey aceptó la oferta e Italia declaró la guerra a Austria, comenzando la Tercera Guerra de la Independencia Italiana. A pesar del fracaso de la campaña militar italiana en la guerra, a causa de contar con un ejército pobremente organizado, la victoria de Prusia permitió a Italia anexionar la región del Véneto. El mayor obstáculo para la unidad de Italia que quedaba era el territorio papal de Roma.
En 1870, Prusia atacó a Francia comenzando la guerra franco-prusiana. Para mantener a raya al gran ejército prusiano, Francia abandonó sus posiciones en Roma (que protegían los remanentes de los Estados Pontificios y a Pío IX) para luchar contra los prusianos. Italia se benefició de la victoria de Prusia contra Francia al poder ser capaz de arrebatar los Estados Pontificios a la autoridad francesa. Roma fue capturada por el Reino de Italia tras varias batallas y una guerra de guerrillas por parte de los zuavos pontificios y las tropas oficiales de la Santa Sede contra los soldados del reino saboyano. Así, la unificación italiana fue completada, y poco después se trasladó la capital de Italia a Roma, en 1871.

### Era liberal de la política (1861-1914)

#### El reinado de Víctor Manuel II (1861-1878)

##### La unidad y la división

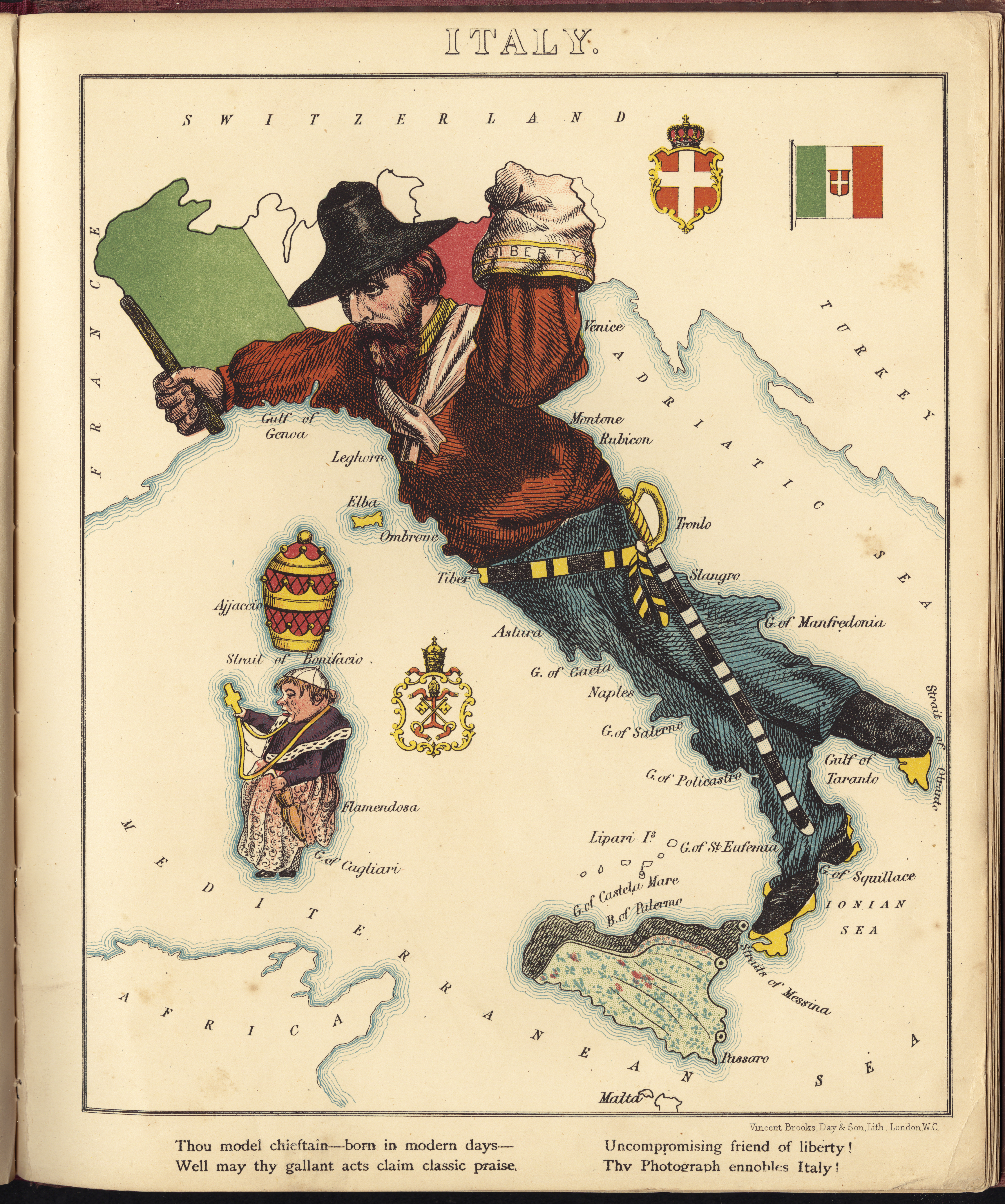
Mapa satírico de Italia, hecho por William Harvey, 1868.

Poco después de la unificación de la mayoría de Italia, estallaron las tensiones entre monárquicos y republicanos. En abril de 1861, Garibaldi entró en el Parlamento Italiano y desafío el liderazgo del gobierno por parte de Cavour, acusándole de dividir a Italia y hablando de la amenaza de guerra civil entre las fuerzas del reino en el norte y las fuerzas de Garibaldi en el sur. El 6 de junio de ese mismo año, murió Cavour, el hombre fuerte del reino. Durante la inestabilidad política subsiguiente, Garibaldi y los republicanos comenzaron a hablar en tonos cada vez más revolucionarios. El arresto de Garibaldi en 1862 generó controversia en todo el mundo.
Las condiciones económicas en la Italia unida eran pobres, no había apenas industria o medios de transporte, la pobreza era extrema (especialmente en el Mezzogiorno), había un alto grado de analfabetismo y solo un pequeño porcentaje de italianos ricos tenía derecho a voto. El movimiento de unificación había sido dependiente en gran parte del apoyo de potencias extranjeras y así continuaría más tarde.
El derecho al voto era atribuido, sobre la base de la ley electoral piamontesa de 1848, sobre la base del censo, de este modo los titulares de derecho al voto constituían apenas el 2 % de la población. Las bases del nuevo régimen eran por entonces extremadamente restringidas, lo que le confería una gran fragilidad. En 1861 el Reino de Italia se configuraba como una de las mayores naciones de Europa, al menos a nivel de población y de superficie (22 millones de habitantes sobre una superficie de 259 320 km²), pero no podía considerarse una gran potencia, a causa sobre todo de su debilidad económica y política. Las diferencias económicas, sociales y culturales heredadas del pasado obstaculizaban la construcción de un estado unitario.

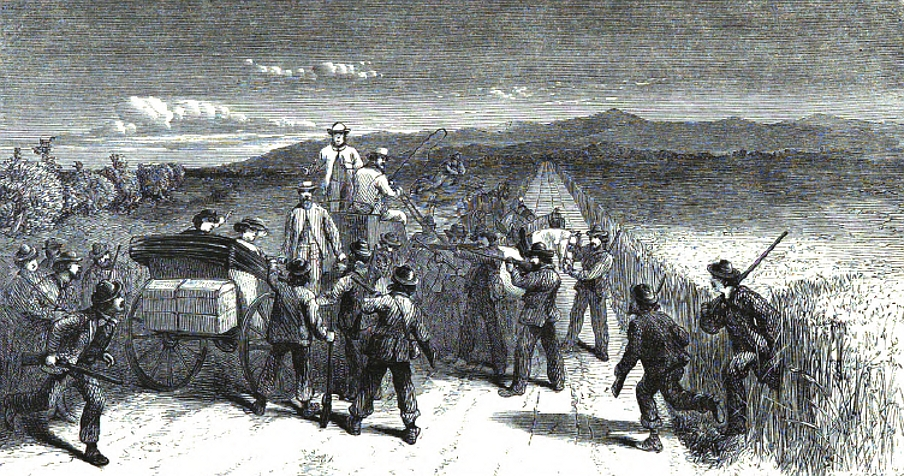
Estampa donde se representa el Brigantaggio (bandolerismo) postunitario.

Junto a las zonas tradicionalmente industrializadas envueltas en un proceso de rápida modernización (sobre todo las grandes ciudades y la antigua capital) existían zonas sumidas en una situación estática y arcaica, especialmente el más extenso mundo agrícola y rural italiano. La extrañeza de las masas populares al reino unitario se tradujo en una serie de disturbios, revueltas, incluso en una difusa guerrilla contra el gobierno italiano llamada brigantaggio postunitario italiano (en español bandidaje, bandolerismo), que actuó principalmente en las provincias meridionales (1861-1865), implicándose como consecuencia gran parte del ejército neonato italiano en una represión tan despiadada como para ser considerada por muchos una verdadera guerra civil. Este último evento en particular fue uno de los primeros y más trágicos aspectos de la denominada questione meridionale (en español, cuestión meridional).
La hostilidad de la Iglesia católica y del clero contra el nuevo estado constituían otros elementos adicionales de fragilidad del reino. Dicha hostilidad se vio alimentada por la Ley Rattazzi y se vería reforzada después de 1870 con la toma de Roma, acontecimiento que dio origen a la cuestión romana: las relaciones entre Italia y la Santa Sede permanecieron amargas durante los siguientes sesenta años, con los Papas declarándose "prisioneros en el Vaticano". La Iglesia católica protestaba frecuentemente contra acciones de los gobiernos italianos influenciados por el secularismo y el anticlericalismo, la Santa Sede rechazó reunirse con embajadores del Reino de Italia y prohibió a los católicos votar en las elecciones italianas. No se restaurarían relaciones positivas entre el Reino de Italia y la Santa Sede hasta la firma de los Pactos de Letrán en 1929.

##### El gobierno de la derecha histórica (1861-1876)
Para hacer frente a estas dificultades se formó la Derecha histórica, agrupamiento político heredero de Cavour, expresión de la burguesía liberal moderada. Sus exponentes eran sobre todo grandes propietarios terratenientes e industriales, así como militares. Algunos de los hombres más destacados de esta facción eran Bettino Ricasoli, Quintino Sella, Marco Minghetti, Silvio Spaventa, Giovanni Lanza, Alfonso La Marmora o Emilio Visconti Venosta.
Los hombres de la derecha afrontaron los problemas del país con una enérgica dureza: extendieron a toda la península el ordenamiento legislativo piamontés (proceso conocido como piamontesización); adoptaron una forma de estado fuertemente centralizado, dejando de lado el proyecto de autonomía local que había propuesto Minghetti como ministro del Interior, así como cualquier medida propuesta por el federalismo; aprobaron impuestos que gravaban fuertemente los bienes de consumo, como el impuesto sobre la harina, que afectaba sobre todo a las clases sociales más bajas, para así reducir el fuerte déficit presupuestario. En política exterior la derecha histórica se vio absorbida por el problema de la culminación de la unificación; el Véneto fue anexionado al Reino de Italia después de la tercera guerra de Independencia italiana.

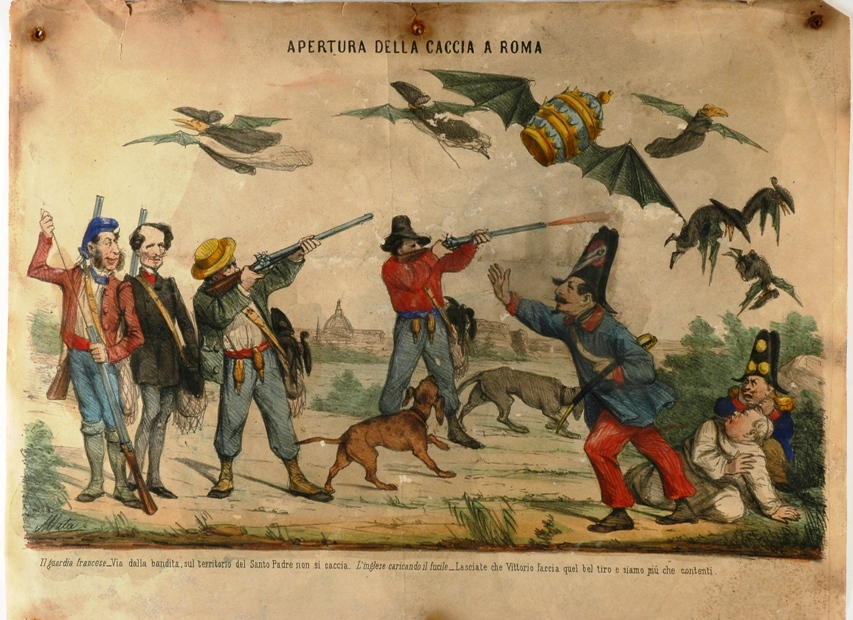
Estampa satírica sobre la cuestión romana.

En lo que respecta a Roma, la derecha buscó resolver la cuestión por la vía diplomática, encontrándose con la oposición del Papa, de Napoleón III y de la Izquierda histórica, que trató de utilizar la vía insurreccional (tentativas de Garibaldi en 1862 y 1867). En 1864 se firmó con Francia la Convención de Septiembre, que imponía a Italia el cambio de capital de Turín a otra ciudad; la elección de la nueva capital recayó en Florencia, suscitando la oposición de los turineses. En 1870, Roma fue tomada por un grupo de bersaglieri que consiguieron abrir una brecha en la Muralla Aureliana, convirtiéndose esta ciudad en capital de Italia al año siguiente. El Papa, considerándose agredido, se proclamó prisionero y lanzó virulentos ataques al estado italiano, instigando por reacción una virulenta campaña laicista y anticlerical por parte de la izquierda. El gobierno reguló unilateralmente la relación entre estado e iglesia con la ley de garantías papales, el Papa rechazó la ley y, desconociendo la situación de hecho, prohibió a los católicos participar en la vida política del reino, siguiendo la fórmula Non expedit: ni elegidos, ni electores.
Después de haber obtenido una mayoría abrumadora en las elecciones de 1861, la derecha vio reducirse progresivamente sus apoyos, si bien manteniendo la mayoría. En 1876 se consiguió el equilibrio presupuestario del estado, pero otros graves problemas seguían sobre la mesa: la brecha entre la población y las instituciones, el atraso económico y social, y los desequilibrios territoriales. Una votación parlamentaria llevó a la caída del gobierno de Marco Minghetti y a la concesión del cargo de primer ministro a Agostino Depretis, líder de la izquierda histórica. Finalizaba una época: solo unos meses más tarde murió Víctor Manuel II y le sucedió en el trono Humberto I.

#### El reinado de Humberto I (1878-1900)

##### El gobierno de la izquierda histórica
Depretis formó un gobierno que, además de con el apoyo de la izquierda, contaba con el apoyo de una parte de la derecha, que había contribuido a la caída del gobierno de Minghetti. En sus acciones de gobierno Depretis contó siempre con un amplio apoyo, solo con la oposición en cuestiones individuales por algunos sectores de la oposición, surgiendo el fenómeno del transformismo.
En 1876, la izquierda se presentó a las elecciones con un programa proteccionista. Se hacía portavoz de las reivindicaciones contra la derecha histórica. Con la crisis económica en Europa de 1873 creció la miseria de los trabajadores; lo que provocó las primeras huelgas agrícolas. El proteccionismo se tradujo en la intervención del estado y la adición de aranceles que limitaban las importaciones y favorecían el comercio interno. Los intereses del gobierno se volvieron hacia el reforzamiento de la industria: gracias a los incentivos estatales y al proteccionismo nacieron las Acerías de Terni y los Talleres Mecánicos Breda en 1884; se desarrollaron las infraestructuras y la producción industrial aumentó.
La obsesión del gobierno italiano era llevar a su país a una posición adecuada a nivel internacional; por este motivo fue adquirida la bahía de Asab por parte de la compañía Rubattino, punto de partida de la posterior aventura colonial en el África oriental. La izquierda histórica trató de mejorar el nivel de vida de la población: con la Ley Coppino de 1877 se estableció la instrucción obligatoria y con la reforma de la ley electoral de 1882 se extendió a aquellos que habían asistido a los dos primeros años de escuela o que pagaran al menos 20 liras anualmente en concepto de impuestos.
En las dos décadas anteriores al estallido de la Primera Guerra Mundial, el Reino de Italia vivió un cambio gradual, pero constante, hacia una monarquía parlamentaria de facto, ya que en aquellos años el gobierno debía contar con la confianza de la Cámara de Diputados en lugar de, como hasta entonces, del Senado del Reino, de hecho se puede decir que el Senado había perdido casi todas sus funciones, desde la aprobación de leyes hasta el control del gobierno. En aquellos años Italia se transformó casi completamente en una monarquía parlamentaria como la del Reino Unido de Gran Bretaña e Irlanda.

Los aliados de la Triple Entente en verde hoja y las Potencias Centrales de la Triple Alianza en verde oliva.

Italia aceptó la propuesta de Otto von Bismarck para entrar en una triple alianza con Alemania y Austria-Hungría en 1882, a raíz de fuertes desacuerdos con Francia sobre las respectivas expansiones coloniales. Sin embargo, incluso si las relaciones con Berlín llegaron a ser muy amables, la alianza con Viena seguía siendo puramente formal, ya que los italianos estaban dispuestos a adquirir el Trentino y Trieste, partes del imperio austro-húngaro poblado por italianos.
La política exterior italiana bajo el reinado de Humberto I se caracterizó también por una insistencia en participar del imperialismo mostrado por otras potencias europeas en el Reparto de África. No obstante, Italia inició su colonialismo cuando otros países ya tenían imperios ultramarinos consolidados (como resultado de la tardía unificación italiana), mientras que la economía italiana era aún débil para afrontar los gastos de aventuras coloniales en comparación a otros países europeos más prósperos. Ello no impidió que bajo el reinado de Humberto I se formase el imperio colonial italiano basado en los territorios de Eritrea y Somalia, obtenidos bajo la inspiración del primer ministro Francesco Crispi, un imperialista convencido. Sin embargo los italianos serían derrotados en África en la primera guerra ítalo-etíope.

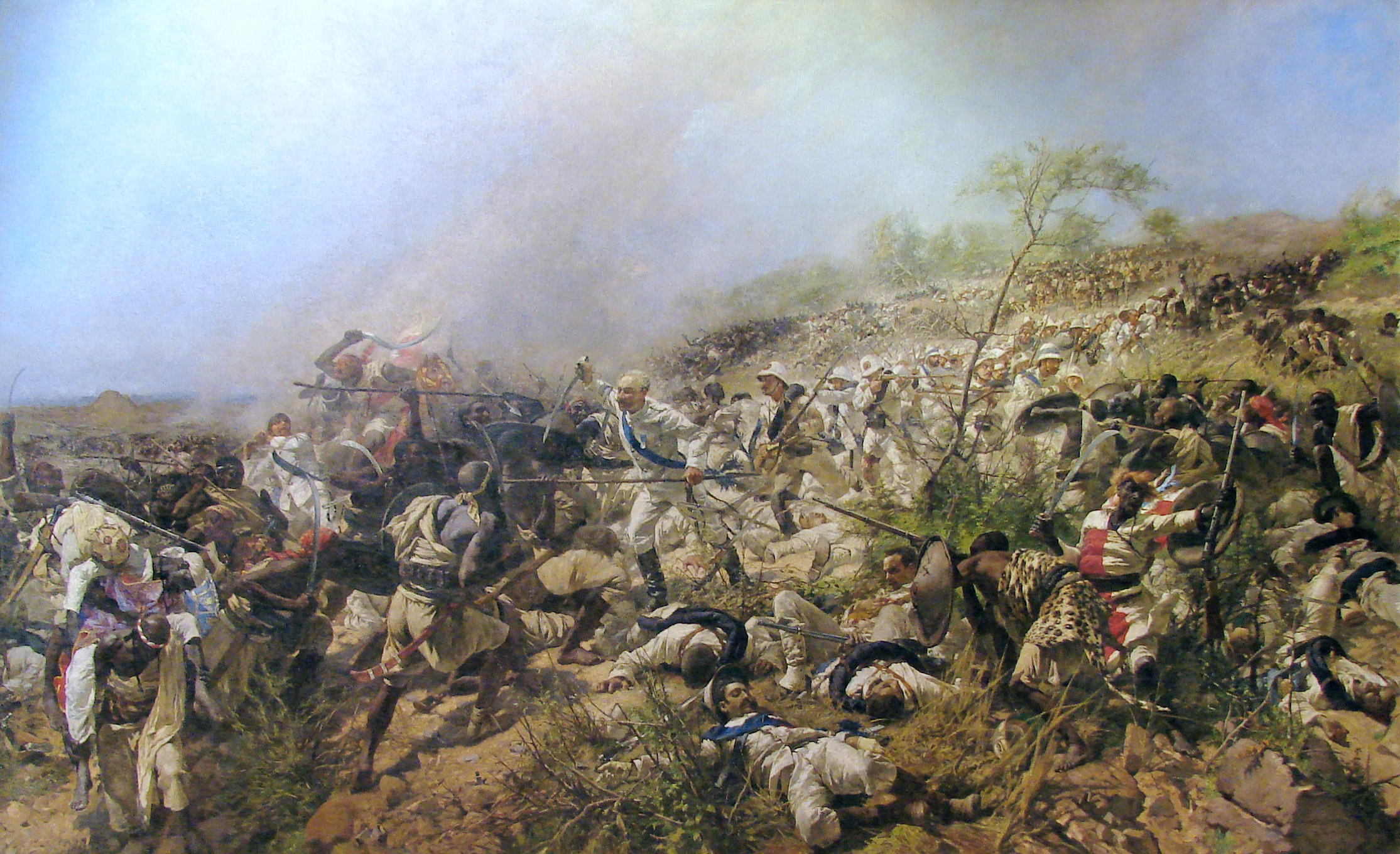
Batalla de Dogali, durante la anexión de Eritrea.
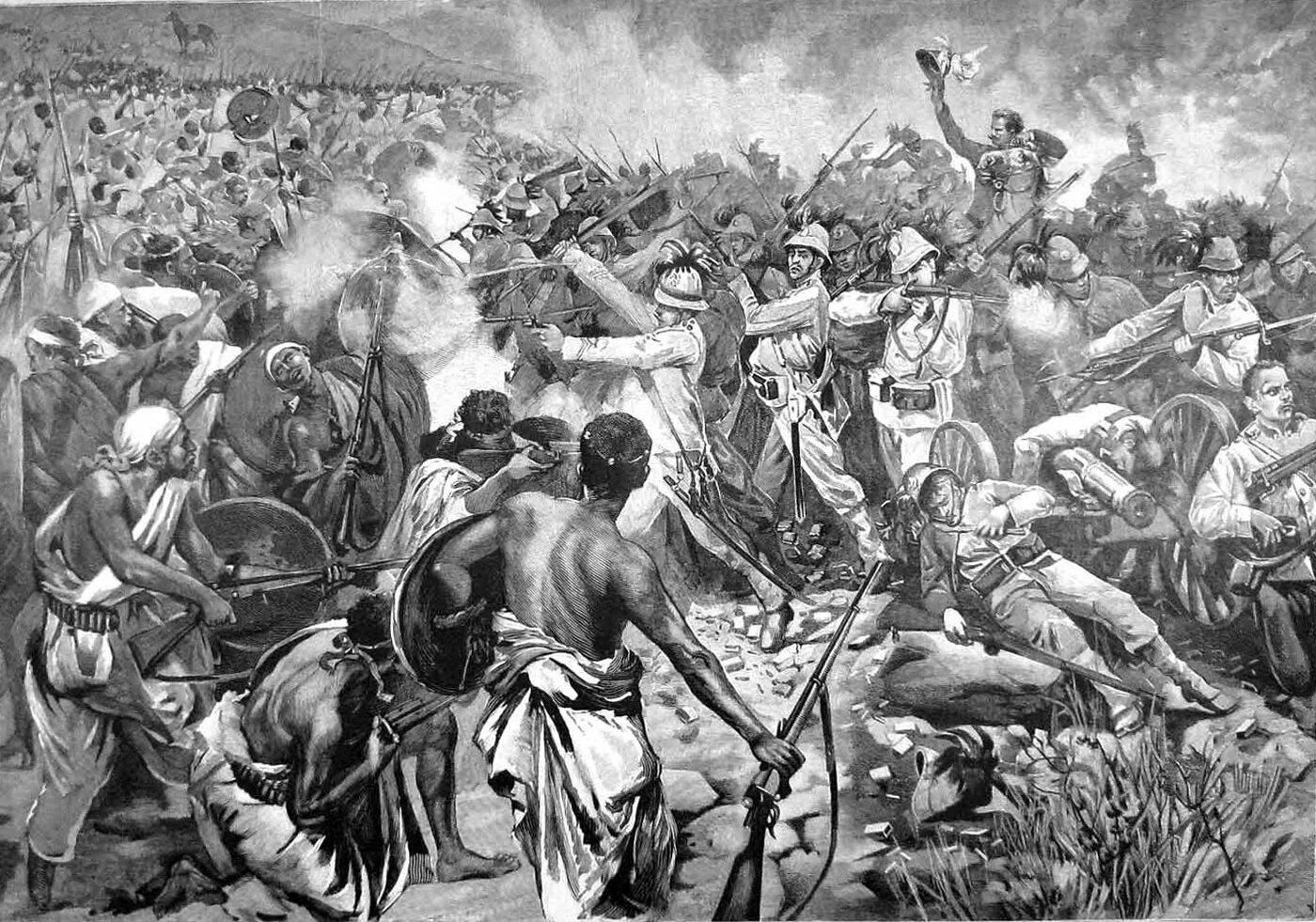
Batalla de Adua, esta fue una humillante derrota en los primeros intentos coloniales italianos.

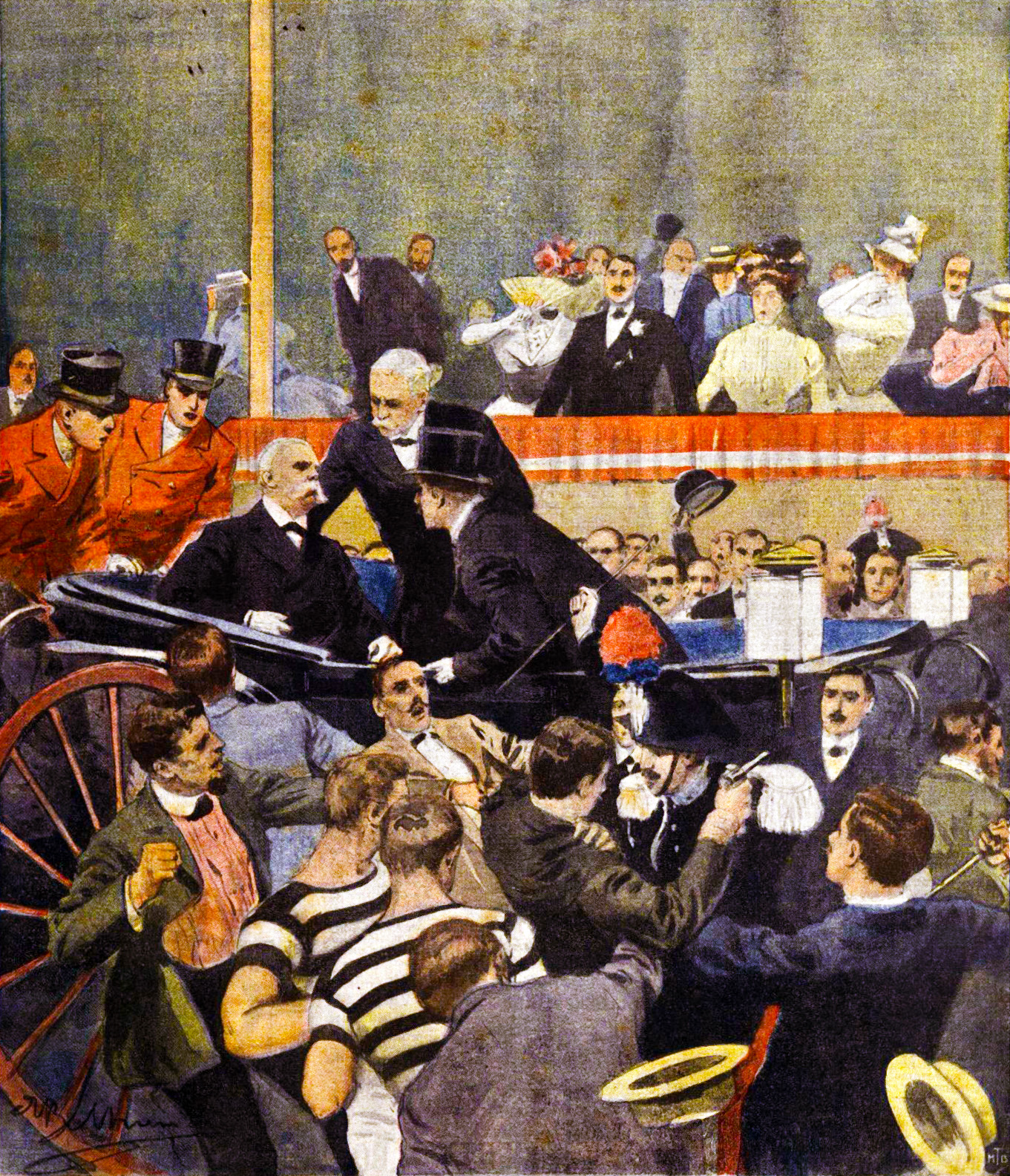
El asesinato del rey.

Los últimos años del siglo vio una nueva ola de huelgas, el gobierno respondió con una dura represión, cuyo pico ocurrió en mayo de 1898 en Milán, donde el general Bava Beccaris abrió fuego contra la multitud que clamaba por pan y trabajo. Hubo varias muertes. Inmediatamente después de la masacre, la policía arrestó a los líderes socialistas, cerró los periódicos de la oposición y las oficinas de los partidos de los trabajadores.
La situación interna en italiana se puso difícil. Existía el riesgo de que prevaleciera un gobierno reaccionario. El ataque en el que murió el rey Humberto I, llevado a cabo en Monza en 1900 por el anarquista Gaetano Bresci, hizo la situación más tensa. Por otro lado, varios hombres de la burguesía industrial y los partidos de izquierda (socialistas, republicanos y radicales) en cambio llamaron a un giro democrático. Esto se introdujo en 1901 cuando el nuevo rey Víctor Manuel III confió el puesto de primer ministro a Giuseppe Zanardelli, un liberal que había hablado en contra de la represión.

### Reinado de Víctor Manuel III (1900-1946)
El reinado de Víctor Manuel comienza cuando Humberto I, murió asesinado en Monza en 1900. Durante su reinado, Italia trató de incrementar su aún incipiente Imperio colonial y también aumentar su territorio nacional lo que llevó al país a verse envuelto en varios conflictos: en un primer momento se lanzó a la guerra ítalo-turca en 1911-1912 con la cual Italia consiguió adueñarse de los territorios turcos de Tripolitania y Cirenaica formando la Libia italiana. Asimismo consigue también del Imperio otomano el archipiélago del Dodecaneso en el mar Egeo. Luego participó en la Primera Guerra Mundial (1915–1918) en el bando aliado, logrando anexarse el Trentino y el Alto Adigio, regiones de población italiana, pero gobernadas por Austria.
Durante las dos primeras décadas de su reinado, Víctor Manuel III actuó dentro de los límites marcados por la Constitución y no interfirió en la acción de los sucesivos gobiernos, donde destacaban los liberales de Giovanni Giolitti y los conservadores de Antonio Salandra, permitiendo que se desarrollase el parlamentarismo. Pero después su reinado quedara asociado con el fascismo que en última instancia sería catastrófico para la imagen del rey y de la monarquía.

#### Preguerra

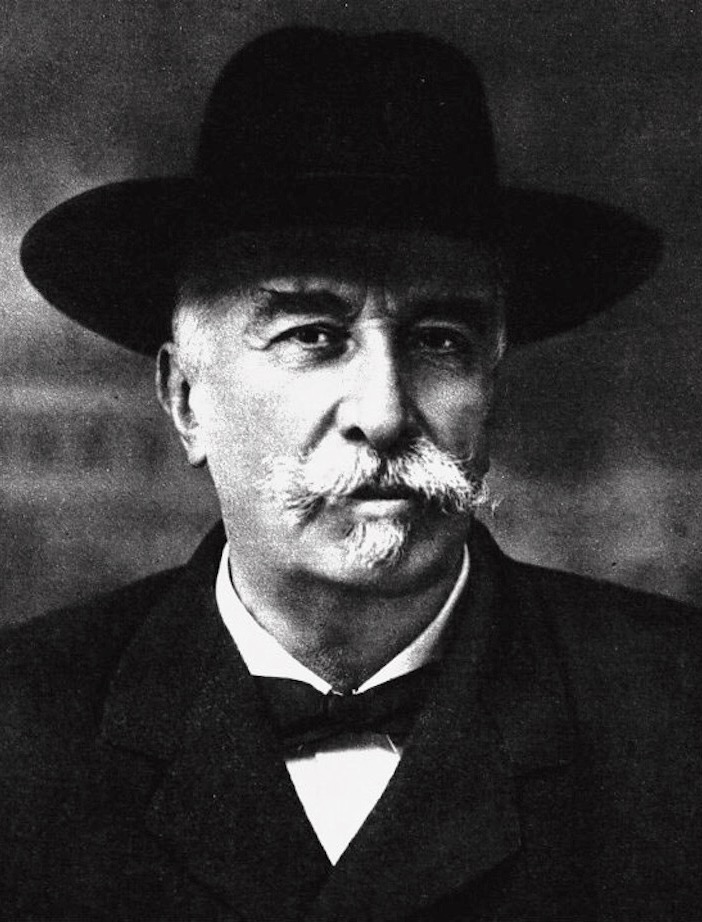
Giovanni Giolitti

El período comprendido entre 1901 y 1913 estuvo dominado por la figura del político Giovanni Giolitti. En esa época se llevó a cabo la modernización del Estado liberal, junto con las primeras reformas de carácter social, nacidas en un ambiente de relación positiva entre los sectores moderados del gobierno y el socialismo.
La Era Giolittiana se caracterizó por un crecimiento económico intenso, con tasas de crecimiento significativas en el sector industrial, que acrecentó los ingresos de muchos italianos. Sin embargo, los índices igualmente altos de emigración al exterior (alrededor de 8 millones de italianos abandonaron el país en diez años) confirmaron los desequilibrios arraigados entre el norte y el sur y entre las ciudades y el campo.

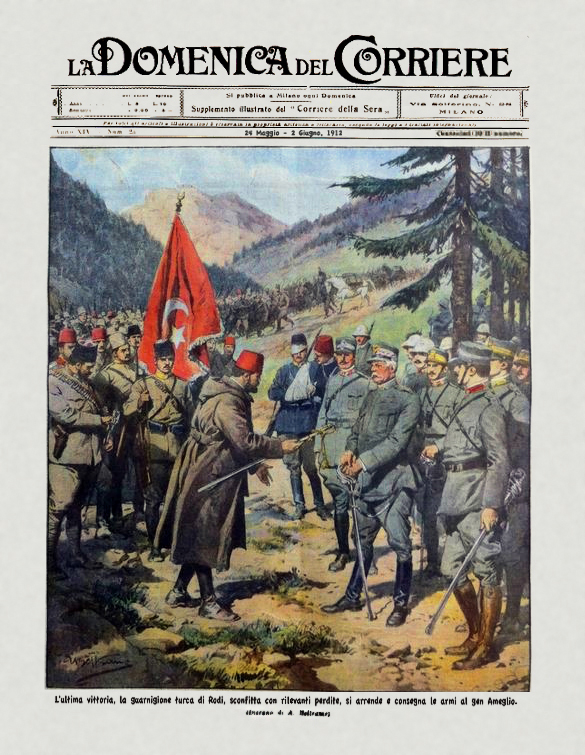
Ilustración sobre la guerra ítalo-turca.

Italia consideraba los Balcanes como una zona de influencia potencial para su propia economía. Ante el expansionismo de Serbia, Víctor Manuel medió para crear un Estado que impidiera a Pedro I alcanzar el Adriático: Albania. El comportamiento de Austria, que en 1908 había anexado sin previo aviso Bosnia y Herzegovina, suscitó fuertes protestas de Serbia y Rusia, así como de Italia, por lo que el Gobierno italiano llegó a acuerdos con Rusia: el 24 de octubre de 1909 las dos potencias firmaron el Tratado de Racconigi, que por parte de Rusia puso fin a la política de acuerdos exclusivos con Austria en los Balcanes. Los dos países firmantes estipularon aplicar el principio de nacionalidad y una acción diplomática común. Además, Rusia reconoció el interés italiano por Tripolitania-Cirenaica.
Para la declaración de guerra a Turquía, que avanzó el 29 de septiembre del 1911, el primer ministro Giovanni Giolitti, y el canciller Antonino di San Giuliano infringieron el artículo 5 del Estatuto Albertino, que disponía que las declaraciones de guerra debían ser aprobadas por el Parlamento. Los cien mil hombres del general Carlo Caneva ocuparon Cirenaica y Tripolitania en octubre, declarándolas territorio italiano el 5 de noviembre. En mayo de 1912, las tropas italianas ocuparon Rodas y el Dodecaneso por orden del general Giovanni Ameglio. Turquía, incapaz de responder con eficacia a las operaciones en Italia, aceptó los términos establecidos en la paz de Lausana (18 de octubre de 1912), que dictaminó que Italia tenía que retirar sus tropas de las islas del Egeo, mientras que Turquía cedía Libia al Gobierno italiano. Como Turquía se negaba ceder Libia, Italia no retiró el contingente del Dodecaneso, donde permaneció durante toda la Primera Guerra Mundial.
En 1923, el Tratado de Lausana asignó oficialmente el Dodecaneso y Rodas a Italia; que seguirían siendo sus colonias hasta 1945.

#### Primera Guerra Mundial

Propaganda italiana en la Primera Guerra Mundial.

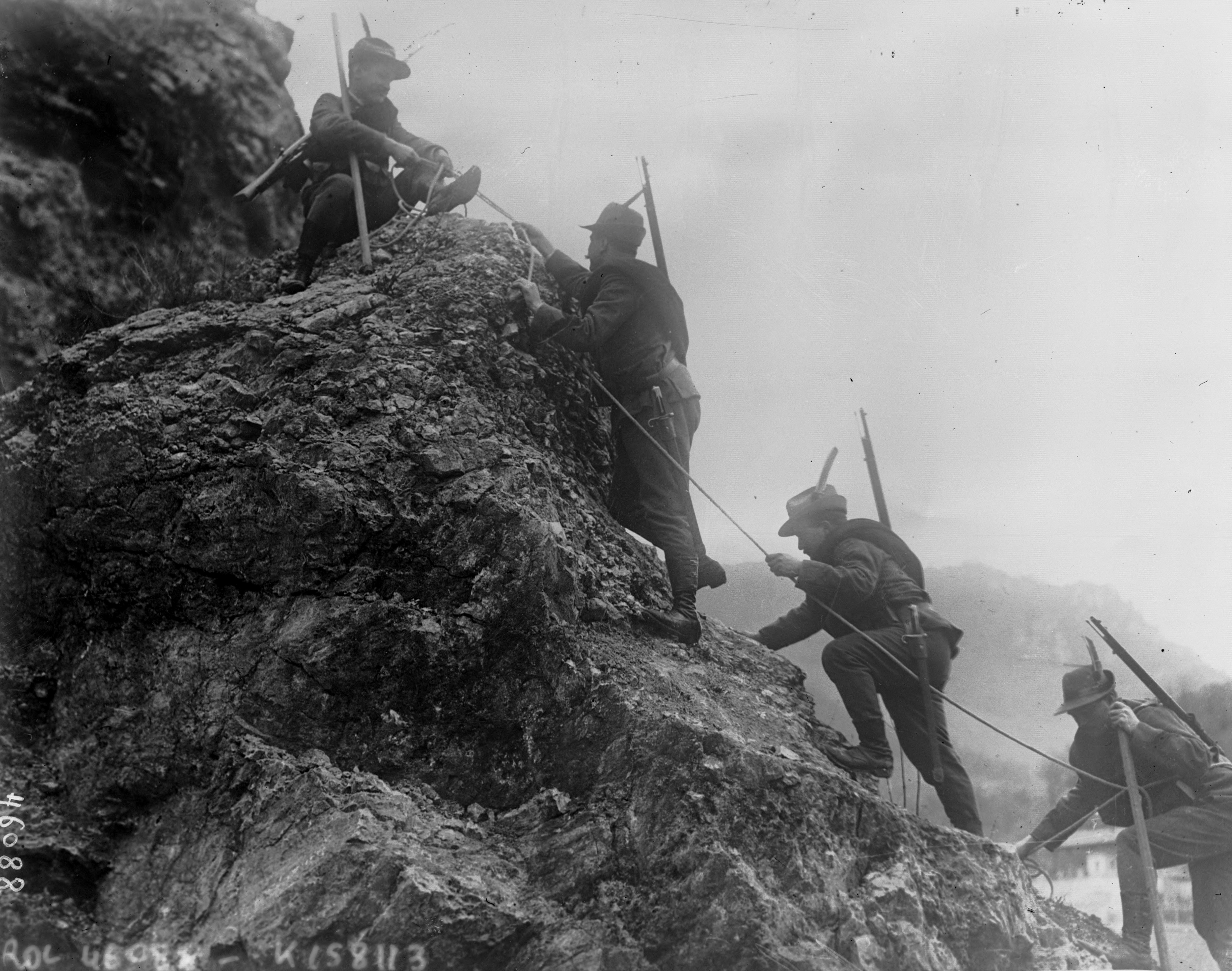
Tropas alpinas italianas durante la Primera Guerra Mundial.

A pesar de ser uno de los Estados miembros de la Triple Alianza junto a Austria-Hungría y Alemania, Italia no declaró la guerra en agosto de 1914 a la Triple Entente, pues consideró que dicha alianza era de carácter defensivo y la agresión austro-húngara a Serbia no obligaba a Italia a tomar parte en el conflicto. La diplomacia aliada cortejó a Italia en las primeras etapas de la guerra, tratando de garantizar su participación en ella. Esto llevó a la firma del Tratado de Londres el 26 de abril de 1915, en el cual Italia renunciaba a sus obligaciones con la Triple Alianza. Finalmente, ante la posibilidad de incorporar al territorio nacional aquellas zonas con presencia lingüística italiana en poder de Austria, el 23 de mayo de 1915 el Reino de Italia declaró la guerra al Imperio austrohúngaro, a Alemania, a Bulgaria y al Imperio otomano. De este modo se unió a la Triple Entente.
Así, en 1915, Italia aceptó la invitación británica de unirse a los Aliados en la Primera Guerra Mundial, porque los aliados occidentales prometieron una compensación territorial (a expensas de Austria-Hungría) a cambio de que entrase en guerra que era más generosa que la oferta que Viena había hecho para mantener la neutralidad italiana. Italia atacó a Austria. Sin embargo, una larga serie de ofensivas sobre el río Isonzo fracasó. En 1917, son los austrohúngaros, reforzados por tropas alemanas, los que batieron duramente a los italianos en Caporetto. Este desastre casi saca a Italia de la guerra, pero el frente se estabilizó a lo largo del río Piave. Tras la victoria en la Primera Guerra Mundial, Italia vio ampliada su extensión con territorios que pertenecían al Imperio austrohúngaro: Trieste, Fiume, Trentino, Tirol del Sur y la península de Istria, y obtuvo un puesto permanente en el consejo de la Sociedad de Naciones.

#### Italia del Periodo de entreguerras

Entrada de Gabriele D'Annunzio y su Legionari a Fiume, septiembre de 1919.

Al terminar la Primera Guerra Mundial en noviembre de 1918, el Reino de Italia se hallaba en el grupo de los países vencedores, al aliarse desde 1915 con la Triple Entente en contra de las Potencias Centrales. No obstante, la campaña bélica fue difícil y solo en los últimos meses del conflicto las fuerzas italianas obtuvieron un triunfo decisivo sobre el Imperio austrohúngaro en la Batalla de Vittorio Veneto. De esta forma, al iniciarse la conferencia de paz de Versalles en 1919 el gobierno italiano, presidido por Vittorio Emanuele Orlando, no logró que sus antiguos aliados respetaran su acuerdo y otorgaran a Italia los territorios ofrecidos, alegando la menor fuerza económica y militar de Italia en relación con los otros vencedores. En la posguerra, Italia recibió los territorios prometidos en el acuerdo de 1915 excepto Dalmacia, que pasó al recién formado reino de Yugoslavia, siendo el origen de la Cuestión Adriática. Italia prosiguió su expansión por el Adriático, bombardeando y ocupando Corfú en 1923 como respuesta al asesinato de un diplomático italiano, y anexionándose la ciudad de Fiume (hoy Rijeka) en 1924 que había sido declarada libre.
En 1921 el príncipe heredero del Imperio del Japón Hirohito realizó una visita de estado a Italia. Japón llegaría a ser aliado de Italia y de la Alemania nazi durante la Segunda Guerra Mundial.
La propaganda nacionalista italiana tras el Tratado de Versalles señaló que el triunfo en la Primera Guerra Mundial fue una «victoria mutilada» al declarar que franceses y británicos engañaron al pueblo italiano ya que ofrecieron beneficios territoriales y luego no cumplieron su palabra por completo. Entre las capas sociales más descontentas e influenciables por estas declaraciones emergieron las organizaciones de excombatientes, y en particular de exarditi (tropas selectas de asalto), víctimas de la frustración generalizada, pero también del resentimiento provocado por haber obtenido escaso reconocimiento a los sacrificios y la valentía demostrados en los duros años de combate. 

Los camisas negras en Bolonia, con Benito Mussolini al frente, en la "Marcha sobre Roma".

En este contexto, el 21 de marzo de 1919 un exsocialista que había servido en el frente de guerra llamado Benito Mussolini, fundó en Milán el primer fascio de combate (en italiano: Fascio di combattimento), adoptando para su movimiento político símbolos que hasta entonces habían distinguido a los arditi, como las camisas negras y la calavera. Los fascios de combate serían así el núcleo del futuro Partido Nacional Fascista. El mismo día de su fundación fue aprobado su plan político, el Programa de San Sepólcro, llamado así por la plaza de Milán donde se fundaron los fascios.
Algunos trabajadores italianos, inspirados en la Revolución rusa, causaron miedo al gobierno, lo que produjo la aparición de un pequeño partido fascista, liderado por Benito Mussolini (un antiguo socialista convertido en nacionalista), cuya violenta reacción a las huelgas fue mucho más apreciada que la tibia reacción del gobierno. Después de varios años de incidentes, en octubre de 1922, los fascistas emprendieron una marcha sobre Roma (Marcia su Roma). Los fascistas eran un número reducido, pero el rey dio orden al ejército de no intervenir, y formó una alianza con Mussolini, convenciendo al partido liberal de aprobar el gobierno liderado por los fascistas. Durante los años siguientes, Mussolini (al que se apodó el "Duce", el líder) suprimió todos los partidos políticos, y limitó las libertades para "prevenir revoluciones".

#### Desde 1922 hasta 1943

Benito Mussolini, líder de la Italia fascista

Escudo de la República Social Italiana.

En este periodo el Reino de Italia se transformó en una dictadura fascista con Benito Mussolini como primer ministro.
Los fascistas impusieron un régimen totalitario y aplastaron la oposición política e intelectual, así como fomentaron la modernización económica, los valores sociales tradicionales, y un acercamiento con la Iglesia Católica. Durante el fascismo fue completada la alfabetización de todo el sur italiano, fueron construidos hospitales y entidades asistenciales en todas las provincias al sur de Roma y fue iniciado un proceso de industrialización en varias ciudades del sur, que se manifestó también en el fin de la enorme emigración acaecida en las décadas anteriores.
"El régimen fascista pasó por varias fases relativamente distintas", dice Payne (1996). La primera fase de 1923 a 1925 era nominalmente una continuación del sistema parlamentario, aunque con una "dictadura ejecutiva jurídicamente organizada." Luego vino la segunda fase, "la construcción de la dictadura fascista adecuada de 1925 a 1929." La tercera fase, con menos activismo, fue desde 1929 hasta 1934. La cuarta fase, 1935-1940, se caracterizó por una agresiva política exterior, la guerra en Etiopía, que fue lanzada desde la Somalia italiana y Eritrea, enfrentamientos con la Liga de las Naciones, crecimiento de la autarquía económica, y semi-nazificación. La guerra misma (1940-1943) fue la quinta fase con sus desastres y derrotas, mientras que el culmine régimen de Saló bajo control alemán es la última etapa (1943-1945).

#### El Reino del Sur
Con el término Reino del Sur (Regno del Sud) se conoce al periodo comprendido entre septiembre de 1943 al junio de 1944, cuando el rey Víctor Manuel III y Pietro Badoglio se instalaron en Brindisi, territorio ocupado por las tropas aliadas. Este periodo, que concluye con la proclamación de la República Italiana, se subdivide en cuatro periodos:
- Interregno: desde la tarde del 8 de septiembre de 1943, cuando Badoglio lanzó la proclama en la que anunciaba el armisticio con los aliados, momento que coincidió con la fuga de Roma de Víctor Manuel III hasta la reaparición del rey y su familia en Brindisi.
- Reino de Italia, con capital en Bari desde el 9 de septiembre de 1943 hasta el 4 de junio de 1944.
- Regencia del príncipe Humberto de Saboya: del 5 de junio de 1944 al 9 de mayo de 1946.
- Reinado de Humberto II del 9 de mayo de 1946 hasta el 2 de junio de 1946, cuando el rey se exilió tras proclamarse la República.

## Gobierno

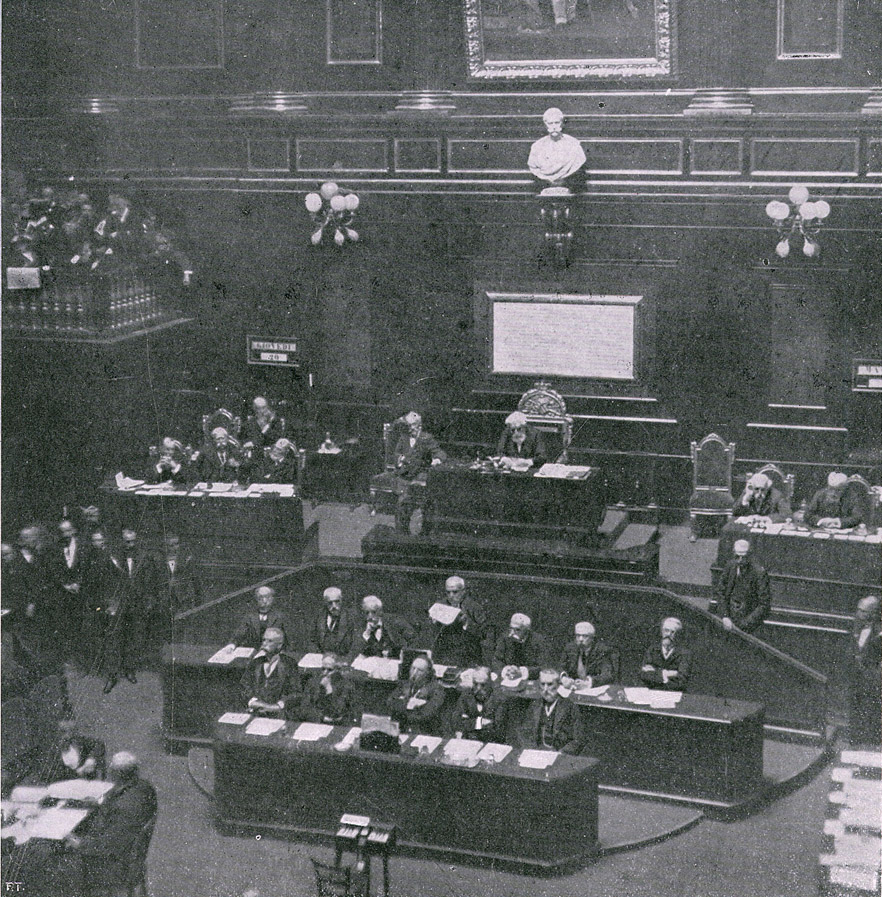
Senado del Reino de Italia.

Armas grandes de la Casa de Saboya (1890-1946)

El Reino de Italia era teóricamente una Monarquía constitucional. El poder ejecutivo pertenecía al monarca, que lo ejercía a través de ministros. Dos cámaras del parlamento restringían el poder del monarca, con nombramiento de un Senado y una Cámara de Diputados, desde 1861 hasta 1922, Italia fue una monarquía constitucional con un parlamento elegido mediante sufragios restringidos (en 1913 se celebró el primer sufragio universal masculino). El reino se regia por la constitución del Statuto Albertino, el antiguo documento de gobierno del Reino de Cerdeña. En teoría, los ministros eran responsables ante el rey. Sin embargo, en la práctica, era imposible para el gobierno italiano permanecer en el cargo sin el apoyo del Parlamento.
Los miembros de la Cámara de Diputados fueron elegidos por el sistema de voto de pluralidad de elecciones en distritos uninominales. Un candidato necesita el apoyo del 50 % de los votantes, y del 25 % de todos los votantes inscritos, para ser elegido en la primera ronda de votación. Si no todos los asientos estaban llenos en la primera votación, una segunda vuelta se celebró poco después de las vacantes restantes.
Después de una breve experimentación multinominal en 1882, la representación proporcional en circunscripciones grandes, regional, de varios puestos electorales, fue introducido después de la Primera Guerra Mundial, los socialistas se convirtieron en el principal partido, pero fueron incapaces de formar un gobierno en una división parlamento en tres facciones diferentes, con Cristianos, populistas y liberales clásicos. Las elecciones se llevaron a cabo en 1919, 1921 y 1924: en esta última ocasión, Mussolini abolió la PR y la sustituyó por un sistema de votación en bloque de bases nacionales, lo que dio al Partido Fascista la mayoría absoluta de los escaños de la Cámara.
Entre 1925 y 1943, Italia fue cuasi-jure una dictadura fascista, ya que la constitución se mantuvo formalmente en vigor sin alteración por los fascistas, aunque la monarquía también aceptó formalmente las políticas fascistas y las instituciones fascistas. Los cambios en la política se produjo, que consiste en la creación de la Gran Consejo del Fascismo como un órgano de gobierno en 1928, que tomó el control del sistema de gobierno, y de la Cámara de Diputados siendo reemplazados por la Cámara de Fasci y Corporaciones a partir de 1939.

## Reyes
La dinastía reinante en Italia era la Casa de Saboya, una familia noble del norte de Italia, que tuvo su solar en el Ducado de Saboya. La casa ducal fue elevada a la categoría real en 1720 con la configuración del Reino de Cerdeña. Tras dirigir la unificación italiana, la dinastía continuó el numeral que la casa real tenía en Cerdeña.
| Imagen | Nombre                        | Duración            | Duración            | Consorte real                                          |
| Imagen | Nombre                        | Inicio              | Final               | Consorte real                                          |
| ------ | ----------------------------- | ------------------- | ------------------- | ------------------------------------------------------ |
|        | Víctor Manuel II (1820-1878)  | 17 de marzo de 1861 | 9 de enero de 1878  | María Adelaida de Austria (1822-1855) casados en 1842  |
|        | Humberto I (1844-1900)        | 9 de enero de 1878  | 29 de julio de 1900 | Margarita Teresa de Saboya (1851-1926) casados en 1868 |
|        | Víctor Manuel III (1869-1947) | 29 de julio de 1900 | 9 de mayo de 1946   | Elena de Montenegro (1873-1952) casados en 1896        |
|        | Humberto II (1904-1983)       | 9 de mayo de 1946   | 12 de junio de 1946 | María José de Bélgica (1906-2001) casados en 1930      |

## Otros títulos de la monarquía italiana
| Nombre            | Título                                    | Inicio              | Finalización            | Nota |
| ----------------- | ----------------------------------------- | ------------------- | ----------------------- | --- |
| Víctor Manuel III | Emperador de Etiopía                      | 9 de mayo de 1936   | 5 de mayo de 1941       | La colonia fue establecida en 1936, tras la victoria del dictador italiano Benito Mussolini durante la segunda guerra ítalo-etíope. La derrota de Haile Selassie supuso la desaparición del Imperio Etíope. Durante la Segunda Guerra Mundial, el territorio fue liberado por los aliados.                                                    |
| Víctor Manuel III | Rey de Albania                            | 16 de abril de 1939 | 3 de septiembre de 1943 | Se estableció cuando se produjo la Invasión italiana de Albania (1939) que depuso al rey Zog I. La administración italiana del territorio duró hasta su ocupación alemana tras la firma del Armisticio entre Italia y las fuerzas armadas aliadas.                                                                                            |
| Humberto II       | Lugarteniente General del Reino de Italia | 5 de junio de 1944  | 9 de mayo de 1946       | Tras el armisticio con los aliados y la caída del dictador Benito Mussolini, el monarca abandonó Roma y el gobierno se estableció en Bari. El desprestigio de la monarquía era importante tras su papel en la dictadura. Con la liberación de Roma por los aliados, el monarca renunció a sus deberes políticos en su hijo, pero sin abdicar. |

## Economía

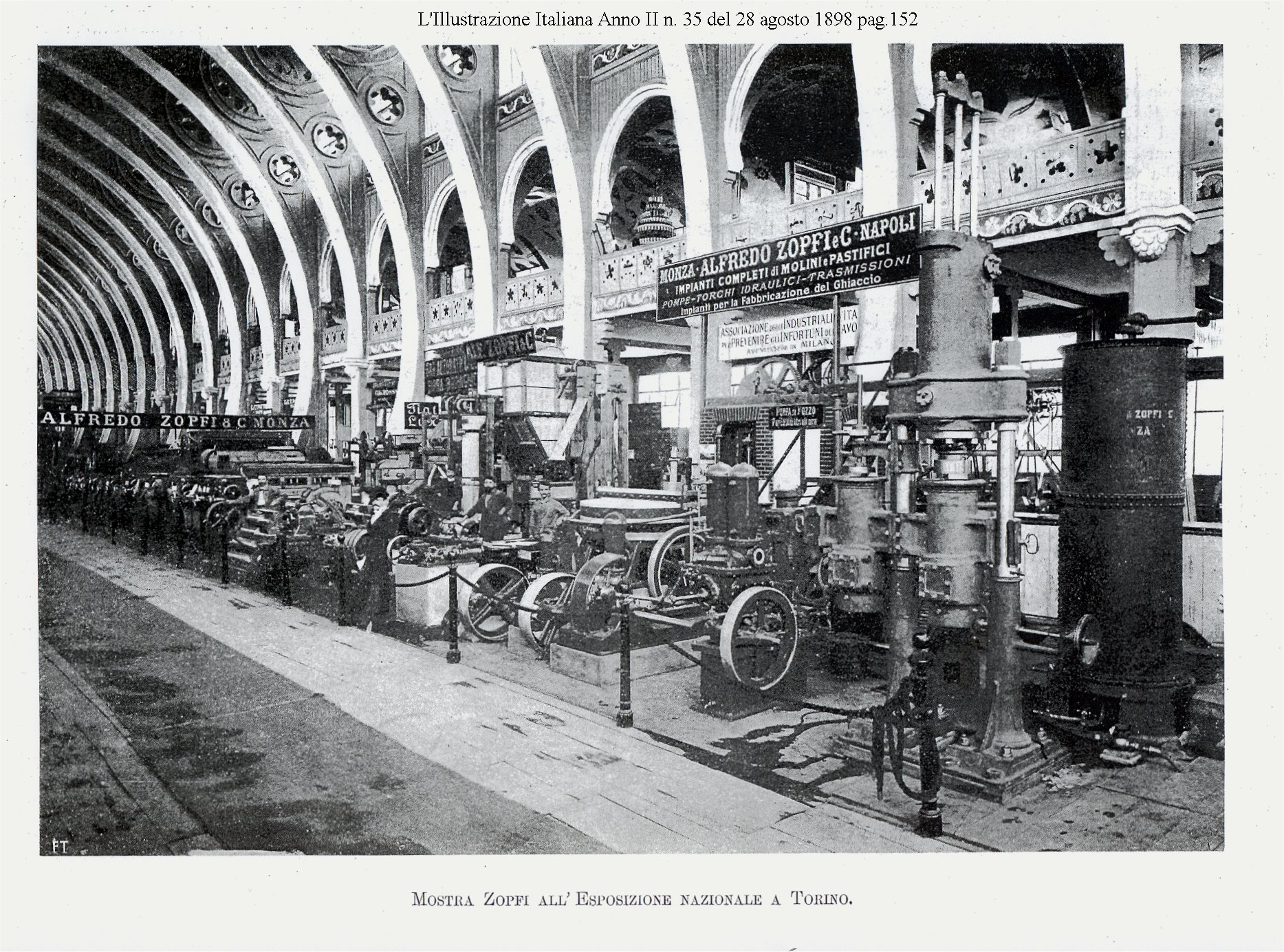
Exposición de maquinaria en Turín 1898 durante el período de la primera industrialización.

En términos de todo el período, se ha argumentado que Italia no era económicamente atrasada, porque no había un desarrollo sustancial en varias ocasiones entre 1860 y 1940. A diferencia de la mayoría de las naciones modernas que dependían de las grandes compañías, el crecimiento industrial en Italia era un producto del emprendedor esfuerzo de las pequeñas empresas familiares que tuvieron éxito en un entorno competitivo local.
La unificación política no trajo automáticamente la integración económica para Italia, se enfrentó a graves problemas económicos y división económica a lo largo de líneas políticas, sociales y regionales. En el período liberal, Italia permaneció altamente dependiente económicamente del comercio exterior y del precio internacional del carbón y cereales. Tras la unificación, Italia tenía una sociedad predominantemente agraria ya que el sesenta por ciento de la población activa trabajaba en la agricultura. Los avances en la tecnología, la venta de grandes propiedades de la Iglesia, la competencia extranjera, junto con las oportunidades de exportación transforman rápidamente en el sector agrícola en Italia poco después de la unificación. Sin embargo, estos avances no beneficiaron toda Italia en este período, la agricultura del sur de Italia sufrió de veranos calurosos y aridez que dañaron los cultivos mientras que la presencia de la malaria impidió el cultivo de las zonas bajas a lo largo de la costa adriática de Italia. Sus principales productos eran maíz, pimientos, tomates, patatas entre otros.
En los años 1870 y 1880, la industria de la viña de Francia sufría de enfermedad de la vid causado por los insectos. Italia prosperó como el mayor exportador de vino en Europa. Sin embargo, tras la recuperación de Francia en 1888, el sur de Italia sufrió una sobreproducción por lo cual tuvo que recortar, lo que causó quiebras y un mayor desempleo.
El gobierno italiano invirtió fuertemente en el desarrollo de los ferrocarriles en la década de 1870.
A finales del siglo XIX y comienzos del XX, sin embargo, la economía nacional crecía velozmente. Entre 1890 y 1910, fue el país del mundo con el mayor crecimiento en comercio exterior: las importaciones crecieron un 243 % y las exportaciones, un 224 %. La producción agrícola se duplicó entre 1868 y 1912 y también aumentó considerablemente la industrial. Las finanzas gubernamentales también gozaban de una buena situación y en la primera década del siglo XX el Estado contaba con unas reservas de cuatrocientos millones de liras.

### Durante el fascismo

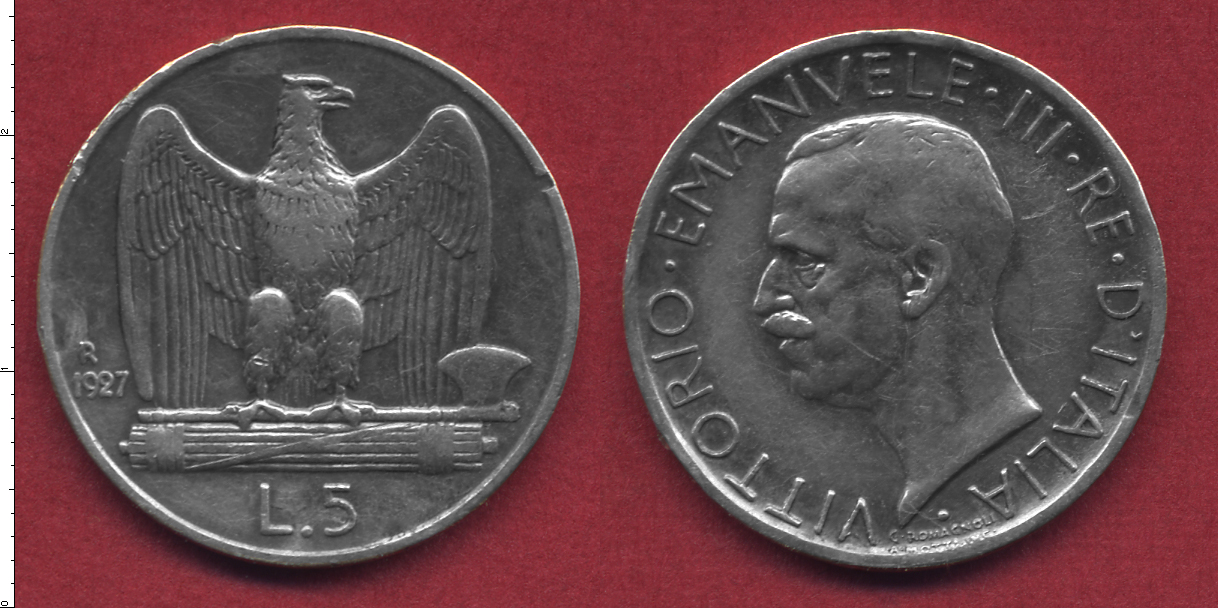
Moneda de cinco liras de 1927.

Mussolini y el Partido Fascista prometieron a los italianos un nuevo sistema económico llamado corporativismo. El corporativismo era una consecuencia del socialismo en un nuevo sistema económico, donde los medios de producción fueron nominalmente dejados en manos del sector civil, pero dirigidas y controladas por el Estado.
En 1933, Italia obtuvo múltiples logros tecnológicos. El gobierno fascista gastó grandes sumas de dinero en proyectos tecnológicos, como la construcción del nuevo trasatlántico italiano SS Rex, que en 1933 hizo un registro travesía marítima transatlántica de cuatro días. Así como la financiación del desarrollo del hidroavión Macchi MC72 que se convirtió en hidroavión más rápido del mundo en 1933 y retuvo el título en 1934. En 1933, el miembro del gobierno fascista Italo Balbo, que también era un aviador hizo un vuelo transatlántico en un barco de vuelo a Chicago para la Feria Mundial llamado el siglo de progreso. El vuelo simbolizaba el poder del liderazgo fascista y el progreso industrial y tecnológico del estado se había hecho bajo la dirección fascista.
A Italia le fue mejor que la mayoría de las naciones occidentales durante la Depresión: sus servicios de bienestar hicieron reducir el impacto de la depresión. Su crecimiento industrial 1913-1938 fue incluso mayor que la de Alemania para el mismo período de tiempo. Solo el Reino Unido y los países escandinavos tuvieron un mayor crecimiento industrial durante ese período.

## Sociedad
La población aumentó notablemente en este periodo: de los 26 801 154 habitantes en 1876 a los 35 845 048 en 1911. En 1912, con el país inmerso ya en la guerra ítalo-turca, la población crecía a un ritmo anual de cuatrocientas mil personas. En paralelo al crecimiento de la población lo hizo también la emigración, que pasó de las 100 000 personas en 1875 a las 651 475 de 1910. Esta situación fomentó, entre otras razones, el auge del colonialismo; los nacionalistas pretendían desviar la emigración italiana a las colonias.

## Fuerzas Armadas
Las fuerzas armadas del Reino de Italia se componen de tres ramas:
- El Regio Esercito (en español: Ejército Real) fue el ejército del Reino de Italia desde la unificación del país, en 1861, hasta el nacimiento de la República Italiana en 1946. Regio Esercito Italiano fue el nombre que adoptó, por decreto, la unión del Ejército Sardo-Piamontés con muchos ejércitos que funcionaban antes de la unificación de Italia. Por medio de un decreto, firmado el 4 de mayo de 1861 por el ministro Manfredo Fanti,asumirá este nombre a partir de 1884.
- La Regia Marina (en español: Armada Real) se creó en 1861. Fue la marina militar del Reino de Italia hasta 1946. Se transformó en la Marina Militare Italiana con la proclamación de la república italiana. Cuando el Reino de Italia fue creado en marzo de 1861 oficialmente, la antigua marina de guerra del Reino de Saboya fue designada como Regia Marina e integró las pequeñas fuerzas navales de los demás estados italianos como Toscana y los Estados Pontificios.
- La Regia Aeronautica (en español: Aeronáutica Real) era el nombre de la Fuerza Aérea de Italia como servicio independiente del Ejército desde 1923 hasta la transformación del Reino de Italia en la República Social Italiana o de Saló en 1943, cuando fue sucedida por la Aeronáutica Nacional Republicana en el norte y la Aeronáutica Cobeligerante Italiana en el sur.

|                            |
| Bandera del Regio Esercito |

|                            |
| Emblema de la Regia Marina |

|                                |
| Escudo de la Regia Aeronautica |

## Colonialismo

Bandera de los gobernadores coloniales.

Imperio colonial italiano en 1940.

A finales del XIX y principios del siglo XX, Italia emuló las grandes potencias coloniales, especialmente en la lucha para tomar el control de África que tuvo lugar en la década de 1870. Italia fue débil en recursos militares y económicos en comparación con Gran Bretaña, Francia y Alemania. Sin embargo, resultó difícil debido a la resistencia popular, y era poco rentable debido a los costos militares pesados y el valor económico menor de las áreas de influencia restantes cuando Italia se decidió a colonizar.
Se llevaron a cabo una serie de proyectos coloniales por el gobierno. Estos se realizaron para obtener el apoyo de los nacionalistas e imperialistas italianos, que querían reconstruir un imperio romano. Italia primero intentó ganar colonias a través de negociaciones con otras potencias mundiales a hacer concesiones coloniales. Estas negociaciones fracasaron. Italia también envió misioneros a tierras sin colonizar para investigar el potencial de colonización italiana, logrando esferas de influencia en el cuerno de África y mediante la guerra con el Imperio otomano en el Mediterráneo.